# José Augusto (cantante)
José Augusto Cougil (Rio de Janeiro, 16 agosto 1953) è un cantante e compositore brasiliano.

## Biografia
In attività dal 1973, è noto soprattutto per le sue ballate romantiche, sia in portoghese sia in spagnolo. Ha venduto circa 25 milioni di dischi nel mondo, con tour che l'hanno portato in tutto il Sudamerica, a Cuba (nazione dove è particolarmente amato), negli Stati Uniti, in mezza Europa e in alcuni paesi africani.
Dopo Roberto Carlos e Nelson Ned è l'artista brasiliano che ha venduto più dischi nei paesi di lingua spagnola, ed è a tutt'oggi l'unico brasiliano ad aver vinto il premio Olé, assegnato in Spagna.
José Augusto è inoltre l'artista col maggior numero di canzoni inserite nelle telenovelas brasiliane: il pezzo che l'ha consacrato è Aguenta Coraçao, tema di apertura della telenovela Atto d'amore. In un'altra telenovela, Terra Nostra, è più volte ascoltabile la sua rilettura di O sole mio.
Ha inciso una canzone in duetto con Dionne Warwick, Quase Um Sonho.

## Discografia
- 1973 - José Augusto
- 1974 - Palavras, Palavras
- 1976 - José Augusto
- 1977 - Meu Primeiro Amor
- 1978 - Doce Engano
- 1979 - Me Esqueci de Viver
- 1980 - Hey
- 1981 - Querer e Perder
- 1982 - Santa Teresa
- 1983 - Vivências
- 1984 - Sem Preconceito
- 1985 - Amantes
- 1986 - José Augusto
- 1987 - José Augusto
- 1988 - Fui eu
- 1990 - Agüenta Coração
- 1992 - Querer é Poder
- 1994 - Longe de Tudo
- 1995 - Corpo e Coração
- 1996 - Nosso Amor é Assim
- 1997 - Por Eu Ter Me Machucado
- 1999 - Minha Vida (Acústico)
- 1999 - José Augusto Ao Vivo
- 2000 - Prisioneiro
- 2001 - De Volta Pro Interior
- 2008 - Agüenta Coração Ao Vivo (CD e DVD)
- 2012 - Na Estrada ao vivo (CD e DVD)
- 2014 - Quantas Luas
- 2016 - Duetos